# Episodi di El Chapo (seconda stagione)
La stagione successiva della è stata trasmessa negli Stati Uniti dal 17 settembre al 3 dicembre 2017 sul canale Univision, suddivisa in 12 episodi. 
In Italia, la stagione è stata pubblicata sulla piattaforma Netflix il 15 dicembre 2017.
| nº | Titolo originale | Titolo italiano | Prima TV USA      | Prima TV Italia  |
| -- | ---------------- | --------------- | ----------------- | ---------------- |
| 1  | Episode 1        | Episodio 1      | 17 settembre 2017 | 15 dicembre 2017 |
| 2  | Episode 2        | Episodio 2      | 24 settembre 2017 | 15 dicembre 2017 |
| 3  | Episode 3        | Episodio 3      | 1 ottobre 2017    | 15 dicembre 2017 |
| 4  | Episode 4        | Episodio 4      | 8 ottobre 2017    | 15 dicembre 2017 |
| 5  | Episode 5        | Episodio 5      | 15 ottobre 2017   | 15 dicembre 2017 |
| 6  | Episode 6        | Episodio 6      | 22 ottobre 2017   | 15 dicembre 2017 |
| 7  | Episode 7        | Episodio 7      | 29 ottobre 2017   | 15 dicembre 2017 |
| 8  | Episode 8        | Episodio 8      | 5 novembre 2017   | 15 dicembre 2017 |
| 9  | Episode 9        | Episodio 9      | 12 novembre 2017  | 15 dicembre 2017 |
| 10 | Episode 10       | Episodio 10     | 19 novembre 2017  | 15 dicembre 2017 |
| 11 | Episode 11       | Episodio 11     | 3 dicembre 2017   | 15 dicembre 2017 |
| 12 | Episode 12       | Episodio 12     | 3 dicembre 2017   | 15 dicembre 2017 |